# Bellibos (Bemerria) monicae
Bellibos (Bemerria) monicae là một loài chân đều trong họ Munnopsidae. Loài này được Chardy miêu tả khoa học năm 1975.